# 維戈達 (喬爾特基夫區)
48°32′18″N 26°21′7″E / 48.53833°N 26.35194°E
維戈達（烏克蘭語：Вигода），是烏克蘭的村落，位於該國西部捷爾諾波爾州，由喬爾特基夫區負責管轄，面積1.75平方公里，2001年人口457，人口密度每平方公里261.3人。